# گمینا سکورچ
گمینا سکورچ (به لهستانی:  Gmina Skórcz) یک گمینا در لهستان است که در شهرستان استاروگارد واقع شده‌است. گمینا سکورچ ۹۶٫۶۳ کیلومتر مربع مساحت و ۴٬۵۶۷ نفر جمعیت دارد.